# Rubidiumsulfid
Rubidiumsulfid ist ein Rubidiumsalz der Schwefelwasserstoffsäure.

## Herstellung
Rubidiumsulfid kann durch Einleiten von Schwefelwasserstoff in Rubidiumhydroxidlösung hergestellt werden. Als Zwischenprodukt entsteht Rubidiumhydrogensulfid.
{\displaystyle {\ce {RbOH + H2S -> RbHS + H2O}}}
{\displaystyle {\ce {RbHS + RbOH -> Rb2S + H2O}}}

## Eigenschaften

### Physikalische Eigenschaften
Rubidiumsulfid kristallisiert im kubischen Kristallsystem in der Raumgruppe Fm3m (Raumgruppen-Nr. 225) mit dem Gitterparameter a = 765,0 pm und 4 Formeleinheiten pro Elementarzelle.

### Chemische Eigenschaften
Rubidiumsulfid reagiert mit Schwefel in einer Wasserstoffatmosphäre zu Rubidiumpentasulfid weiter.